# Municipio de Springfield (condado de Delaware)
El municipio de Springfield (en inglés: Springfield Township) es un municipio ubicado en el condado de Delaware en el estado estadounidense de Pensilvania. En el año 2000 tenía una población de 23.677 habitantes y una densidad poblacional de 1,437.5 personas por km².

## Geografía
El municipio de Springfield se encuentra ubicado en las coordenadas 39°56′00″N 75°19′59″O / 39.93333, -75.33306.

## Demografía
Según la Oficina del Censo en 2000 los ingresos medios por hogar en la localidad eran de $39,703 y los ingresos medios por familia eran de $49,503. Los hombres tenían unos ingresos medios de $35,376 frente a los $28,957 para las mujeres. La renta per cápita de la localidad era de $27,027. Alrededor del 5,9% de la población estaba por debajo del umbral de pobreza.